# Pokračující Irská republikánská armáda
Pokračující Irská republikánská armáda (Continuity Irish Republican Army – CIRA) je irská republikánská paramilitární organizace, jejímž cílem je Sjednocené Irsko. Vznikla v roce 1986 odštěpením z Prozatímní irské republikánské armády, ale nebyla aktivní do podepsání příměří v roce 1994. V Irsku je organizace zakázaná a vlády Spojeného království, Nového Zélandu a Spojených států jí považují za teroristickou skupinu. Je napojená na politickou stranu Republikánskou Sinn Féin. 
Stejně jako Prozatímní IRA před ní také Pokračující IRA vnímá sama sebe jako pokračování původní Irské republikánské armády a tento název používá stejně jako irský Óglaigh na hÉireann (Irští dobrovolníci). Sama sebe rovněž vnímá jako ozbrojené síly Irské republiky pokrývající celý ostrov. Britské ozbrojené složky jí původně nazývaly „Irská národně republikánská armáda“.
Od svého vzniku vede Pokračující IRA kampaň proti britským ozbrojeným sílám a severoirskému policejnímu sboru, která zahrnuje střelbu, bombové minometné a raketové útoky. Cílem útoků Provizorní IRA bylo narušení ekonomiky a obecná sabotáž. Angažovala se též v mimosoudním trestání údajných zločinců. Pokračující IRA není tak velká a aktivní jako Pravá IRA a po roce 2000 se organizace začala rozpadat. Počet členů organizace je odhadován na 50 až 200.  